# Vibrissea turbinata
Vibrissea turbinata är en svampart som beskrevs av W. Phillips 1887. Vibrissea turbinata ingår i släktet Vibrissea och familjen Vibrisseaceae.   Inga underarter finns listade i Catalogue of Life.